# Stefan Lewandowski (lekarz)
Stefan Lewandowski (ur. 30 maja 1930 w Gdańsku, zm. 2 grudnia 2007 w miejscowości Hamm koło Dortmundu) – polski lekarz, chirurg ortopeda i lekkoatleta, średniodystansowiec, zwany ‘latającym doktorem’.

## Osiągnięcia
Ukończył szczecińskie Gimnazjum i Liceum im. Henryka Pobożnego (1949) i Pomorską Akademię Medyczną w Szczecinie (1955). Był członkiem klubów: AZS Wrocław (1951), AZS Szczecin (1951–1955), Budowlani Szczecin (1956), Start Szczecin (1957), Czarni Szczecin (1958) i AZS Szczecin (1959–1961). Dwukrotny olimpijczyk (Helsinki 1952, Rzym 1960).
Szczyt kariery zawodniczej Lewandowskiego przypadł na 1959 rok, w którym jednak nie było żadnej międzynarodowej imprezy mistrzowskiej. Zajął wówczas 2. miejsce w tabelach światowych biegu na 800 m (1:46,5) i 5. na 1500 m (3:41,0). Wyniki te pozostały jego rekordami życiowymi. W plebiscycie „Przeglądu Sportowego” na 10 najlepszych sportowców Polski zajął wówczas 8. miejsce. W rankingu światowym Track & Field News zajął w 1959 1. miejsce na 800 m i 4. na 1500 m. S. Lewandowski był dwukrotnym mistrzem Polski (800 m – 1959, 1500 m – 1955)
Od początku kariery S. Lewandowski nazywany był ‘latającym doktorem’, ponieważ jako dyplomowany lekarz dużo podróżował po świecie, korzystając głównie z usług linii lotniczych.
Na przełomie lat 70. i 80. był jednym z najbardziej cenionych chirurgów kolan w Europie. W tym samym czasie blisko współpracował z PZLA, operując m.in. Grażynę Rabsztyn, Teresę Sukniewicz i Bronisława Malinowskiego. Po przejściu na emeryturę zamieszkał w Szczecinku.
Zmarł w roku w 2007, pochowany w Hamm. Z inicjatywy Stowarzyszenie Czas Przestrzeń Tożsamość w 2009 r. na Cmentarzu Centralnym w Szczecinie posadzono ‘drzewko pamięci’ poświęcone jego osobie.

## Rekordy życiowe
Lewandowski był 19-krotnym rekordzistą kraju:
- 3-krotnie na 800 m do 1:46,5 s. (20 września 1959, Kolonia) – 19. wynik w historii polskiej lekkoatletyki[4]
- 7-krotnie na 1000 m do 2:19,0 s. (10 sierpnia 1959, Gävle) – 10. wynik w historii polskiej lekkoatletyki[4]
- 5-krotnie na 1500 m do 3:41,0 s.
- 1 raz na 2000 m – 5:07,2 s. (1959)
- 2-krotnie w sztafecie 4 × 400 m
- 1 raz w sztafecie 3 × 1000 m[5]